# Bernt Notke
Bernt Notke (1435? Lassan, Meklenbursko-Přední Pomořansko – počátek roku 1509 Lübeck) byl německý malíř, sochař a představený malířské dílny v Lübecku, asi nejvýznamnější výtvarník v okolí Baltského moře na konci středověku.

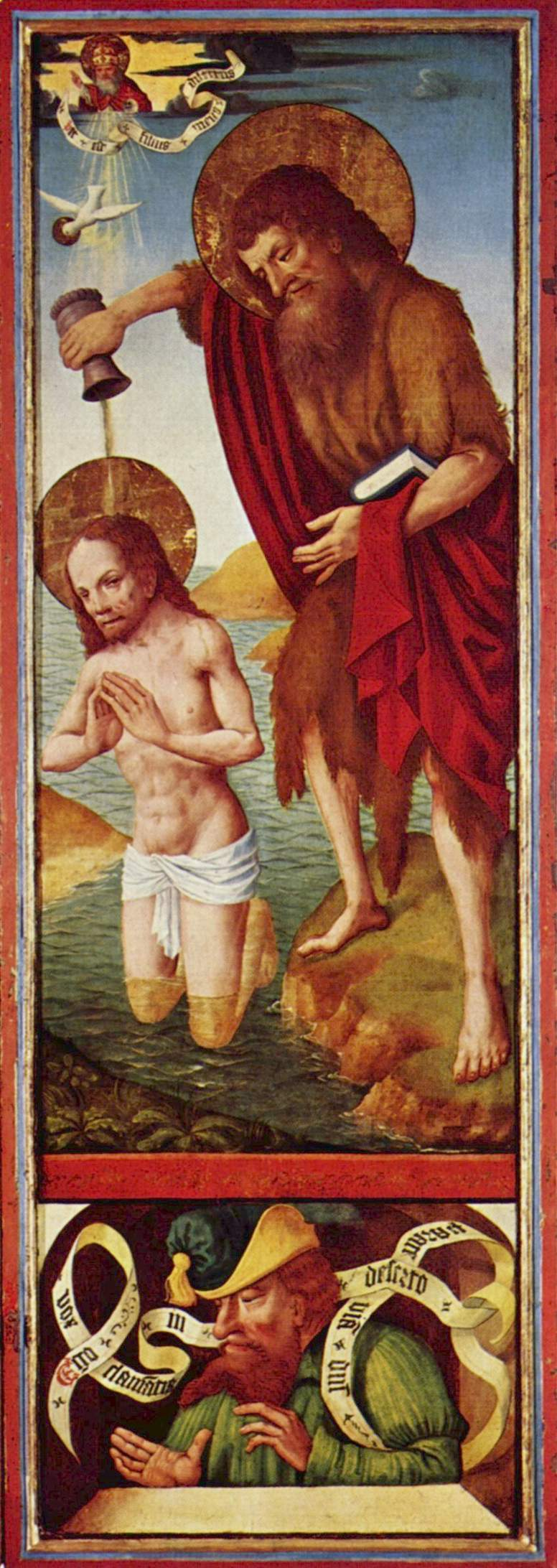
Bernt Notke: Oltářní křídlo se scénou křtu Páně (nahoře) a postavou proroka (dole), kolem 1483, Sankt-Annen-Museum Lübeck

Výtvarné školení absolvoval zřejmě alespoň zčásti v dílně tvůrce tapiserií Pasquiera Greniera ve francouzském Tournai. Od roku 1467 je doložen jeho pobyt v Lübecku, kde si díky svým malířským úspěchům mohl roku 1479 dovolit koupit dům. V 80. letech zajížděl do Švédska a od roku 1491 pobýval několik let ve Stockholmu. Do roku 1496 vykonával vysoký úřad švédského mincmistra. Od roku 1498 do smrti žil opět v Lübecku.